# Recuerdos garrapateros de la flama y del carril
Recuerdos garrapateros de la flama y el carril es el cuarto álbum lanzado al mercado por la banda jerezana de flamenco rock Los Delinqüentes.
Fue publicado en 2006 por la multinacional discográfica Virgin Spain y se trató de un recopilatorio en el que se incluyeron 15 éxitos de la banda además de 4 temas inéditos y que contó con la colaboración de artistas como Kiko Veneno, Muchachito bombo infierno, El Langui de La Excepción, Raimundo Amador o Tomasito.
Se lanzaron dos ediciones distintas del mismo, una en CD con los 19 temas ya citados y otra en CD+DVD que incluía varias canciones interpretadas en un directo de 2005 además de 5 videoclips adicionales.

## Lista de canciones
1. Somos (Laboratorio de ritmo) - 4.10
2. Pirata del estrecho (new version) - 4:23
3. Nube de pegatina - 3:25
4. La primavera trompetera (album version) - 4:12
5. Uno más - 4:05
6. Chiclana - 2:59
7. Poeta encadenado - 4:15
8. Después - 4:47
9. De los matorrales - 3:56
10. Trabubulandia - 4:30
11. El aire de la calle - 3:06
12. Caminito del almendro - 3:42
13. Duende garrapata - 3:39
14. El rey del regaliz - 3:23
15. Ya nadie te quiere - 3:49
16. Esos bichos que nacen de los claveles - 3:35
17. El abuelo frederick - 3:40
18. Chinchetas en el aire - 4:22
19. A la luz del Lorenzo - 4:00